# Drosophila hydroessa
Drosophila hydroessa är en tvåvingeart som beskrevs av Bachli och Léonidas Tsacas 2005. Drosophila hydroessa ingår i släktet Drosophila och familjen daggflugor.
Artens utbredningsområde är Tanzania.